# トップ目とったんで!
『トップ目とったんで！』（トップめとったんで！）は、TBSチャンネル1で放送されていた麻雀対局番組。『トップ目とったんで！』のタイトルのつく番組のほか、次代「冠」決定トーナメントおよび同シリーズでタイトルが一部変更された『トップ目とれるカナ？』（トップめとれるカナ？、2020年1月開始）についても記述する。

## NMB48須藤凜々花の麻雀ガチバトル! りりぽんのトップ目とったんで!
『NMB48須藤凜々花の麻雀ガチバトル！ りりぽんのトップ目とったんで！』（エヌエムビーフォーティエイト すとうりりかのマージャンガチバトル！ りりぽんのトップめとったんで！）は、TBSチャンネル1で2015年8月9日から2017年9月16日まで日曜日0時 - 1時（土曜日深夜）に放送されていた麻雀対局番組。実質的には月2回の放送で、本放送の翌週に再放送される。
女性アイドルグループ・NMB48に所属していた須藤凜々花の冠番組。

### 概要
NMB48の須藤凜々花が各方面の著名人を招き、麻雀の対局を行う番組。
須藤のNMB48卒業に伴い、2017年9月16日放送の最終回で須藤が番組も卒業。翌回からはアイドルによる冠番組争奪をかけた対局「二代目決定トーナメント」が行われた。

#### 放送時間
通常回(最終回以外の第1回から第48回まで)と1周年記念スペシャルは日曜日0時 - 1時（土曜日深夜）の放送。最終回は90分拡大版として2017年9月16日土曜日の20時 - 21時30分に放送。2回放送された2時間の特番は土曜日の21時 - 23時に放送。

### 従来の麻雀番組と異なる点
当番組はCSで放送されている他の麻雀番組と異なる点がいくつか存在する。そのうちの主なものを記載。
- NMB48のメンバー2名が応援として収録に参加、その2名は須藤が優勝(トップ目)すればご褒美を受けることができるが、最下位で終わると罰ゲームを受けることになる。(須藤本人には例外を除き適用されない)
- 対局者同士での会話が頻繁に行われる。(なお、対局者同士が会話を行っていて、対局が重要な局面ではない場合は、解説席の音量はオフにされている。)
- 他番組では対局内容を編集を行わずすべて放送する事が多いが、当番組では流局した局など重要度の低い局はダイジェストで放送される。
- 当番組ではテンパイ(リーチ含む)になった際にあがり牌が何かというのを画面上に表示される。
- 対局中に須藤の表情がワイプ(画面上の小窓)に常時映されている[注 1]。
- 解説者は解説の際に48グループのメンバーに限りニックネームで呼ぶ(りりぽん、まおきゅん、なっきー等)。
- 対局後、対局を通じて学んだことを須藤が格言で表す「りりぽん 本日の格言」がある。
- オープニング(アバンタイトル)では、初回から第22回までは偉人の名言を須藤が紹介。1周年SPからは、須藤がその回の対局者にちなんだオリジナルのラップを披露。
- エンディングで須藤によるリサイタルが行われる。

### 番組独自の麻雀のルール
一般的な麻雀のルールに従い、全自動麻雀卓で対局が行われる。
- 半荘(ハンチャン、東1局から東4局および南1局から南4局)を1回。
- 持ち点25,000点で開始。
- 誰かが飛ぶ(持ち点がマイナスになる)と対局終了。
  - 番組放送時間の60分より大幅に短い時間で対局が終了した場合、同じ4名で追加の対局が行われる場合がある。
  - 第33回ではそのまま続行された。
- ドラ(あがりの際に手牌に含まれていると得点が高くなる牌)は局開始時に1種類。
  - 裏ドラ(リーチをかけてあがった場合に追加されるドラ)、誰かの槓(カン、同じ種類の4枚組の牌を3枚組とみなす)で追加される槓ドラ、双方を組み合わせた槓ウラの3種の追加ドラ有り。
  - 五萬(ウーワン[注 2]、)・五筒(ウーピン、)・五索(ウーソウ、)各4枚の内1枚が赤牌(・・)で常時ドラ扱い。
- 親があがった時のみ連荘(レンチャン、親を継続)、流局(誰もあがれずに局が終了)の場合はテンパイの有無に関わらず親が流れて次の局になる(オーラスを除く)。
  - オーラス(南4局)に限り親があがった時に加え、流局の際も連荘。子のあがりの場合は対局終了。
  - オーラスで親があがった場合、その時点で1位になっていれば、連荘をせずに対局終了し、そのまま優勝する事ができる（あがりやめ有り）。
- 喰いタン(鳴いてもタンヤオの役が成立する)、後付け(1回目の鳴きの時点で役ができていなくてもよい[注 3])ありの、いわゆるアリアリルール。
- 捨て牌が2人に同時にロンされた場合、ダブロンとなり、2人にそれぞれ点数を払う。

|                        | カンなし | カン1回 | カン2回 |
| ---------------------- | -------- | ------- | ------- |
| リーチなしであがり     | 1種類    | 2種類   | 3種類   |
| リーチをかけてのあがり | 2種類    | 4種類   | 6種類   |

### 主な出演者
番組収録は東京で行われているため、NMB48メンバー以外の出演者は首都圏在住者が多い。

#### NMB48
- 須藤凜々花 - すべての回に対局者として出演。好きな役は大車輪[7]、オープンリーチ。番組開始当初は鳴きをほとんど行わず、「りりぽんなのにポンをしない」などと言われていたが、放送回数が進むにつれ鳴きをする回数も増えつつある。チャンスがあれば西() の単騎待ち(特に地獄単騎待ち)を狙いたいと思っている。番組後期には染め手(ホンイツ、チンイツ)を得意手としていた。

- 三田麻央(多数出演[注 4]) - 初回に応援メンバーとして出演[8]。司会進行能力に長けているのに加え、番組出演を機に麻雀を覚えたため、以降も司会兼応援もしくは対局者として実質的にレギュラー扱いとしてほぼ毎回出演している。また、本来罰ゲームを受ける義務がない状況でも受けさせられる事もあり、リアクション芸人のような扱いを受けている。好きな牌は赤牌。対局では節目の回で一気通貫で何度かあがっている。
- 沖田彩華(#25、#41.5Bほか[注 5]) - 初出演の第18回の時点で麻雀を覚えていた。また、第25回で対局者として登場。NMB48メンバーの新規参戦は三田以来約10か月ぶりとなった。
- 村瀬紗英(#41ほか[注 6]) - 第41回で対局者として登場。
- 山尾梨奈(#41.5Bほか[注 7]) - 2017年の2時間スペシャル(Bパート) で対局者として登場。初対局で高い手[図 1]をあがり優勝。初対局で優勝はNMB48メンバーでは初。

#### その他の対局者
回によっては須藤以外の対局者3名全員が同じ芸能事務所所属のタレントという回もある。
第14、31回:ケイダッシュステージ 第18回:松竹芸能(東京) 第24回:太田プロ 第27回:浅井企画
第38回:東京吉本 第43回:太田プロ
- トップリード(新妻悠太:#1、#7、#13、#24、#28、#36、#41 和賀勇介:#2、#6、#16、#28、#36) - 初回に西() 地獄単騎待ちの須藤に新妻が[図 2]、三田が初参戦時した際に一気通貫のリーチに赤ドラ()を和賀が[図 3]振り込んだりと、NMB48の引き立て役になってしまっている。また第24回まで2名とも優勝したことがなかったという事もあって、NMBメンバーから時々軽く見られている発言をされる事もあった。
- 福本伸行(#3、#15.5(2時間スペシャル)) - 須藤が尊敬している漫画家。福本が初参戦の際、須藤は感激して涙した。
- 植田佳奈(#4、#10、#20) - 麻雀漫画「咲-Saki-」アニメ版の主人公の声優を務める。またプライベートでも声優仲間と共に「麻雀部」を作り、定期的に麻雀大会を開催するなど大の麻雀好きとして知られている[9]。また三田とはテレビアニメ「AKB0048」において共演経験があり、出演者のその後の成長に感慨深さも感じ取っていた[10]。
- 内山奈月(#6) - NMB48以外の48グループのメンバーで初めて対局者として出演。現在はAKB48を卒業[11]。
- カルーセル麻紀(#7、#17) - 麻雀暦60年以上の大ベテランで、打ち筋も発言も豪快[12]。
- スチャダラパー・ANI(#8、#23.5(1周年SP)) - 須藤がヒップホップにのめりこんでいる事もあり1周年スペシャルで再戦となった[3]。
- ミク・ドール・シャルロット(#12、#21) - アイドルグループ「アフィリア・サーガ（現：純情のアフィリア）」のメンバーでありながら日本プロ麻雀協会所属のプロ雀士[13]。対局者としては初めてのプロ雀士。現在はグループから卒業して芸名を「天月ミク」と改名している。
- 竹中優介(#13、#15.5(2時間スペシャル)、#22、#29、#30、#33、#41.5、#46、#47) - 当番組のプロデューサー。タレントを呼ぶ予算が不足しているという名目で登場[注 8]。また2時間スペシャルの際には解説席のNMB48のメンバーが麻雀に詳しくない吉田朱里のみの為、解説者への聞き手役として出演した。自身が何度も出演する一方、NMBメンバーがあらたに麻雀を覚えても須藤、三田以外は(罰ゲームの生贄程度としてしか考えていなかったかどうかは不明だが)極力対局者としては出演させないという賛否両論の行いをしていた。
- 萩原聖人(#21) - アカギ、カイジのアニメ版の主人公の声優も務め、芸能界最強雀士との呼び声も高い俳優[14]。プロ雀士が嫌いと公言している[注 9]。
- 榎本温子(#35) - 番組のナレーションを担当。第35回で対局者として登場。
- SKE48(斉藤真木子:#41.5A 、#47 松村香織: #41.5A) - 2017年の2時間スペシャル(Aパート) に対局。

#### 解説者
日本プロ麻雀協会所属のプロ雀士が解説。
- 鈴木たろう(#1 - #14、#20 - ) - 雀王決定戦三連覇。世界麻雀大会2015年2位[15]。番組のエンディングではサイリウムを出演者に配る係にいつのまにかなってしまっている。第33回、第46回では対局者として登場。
- 鍛冶田良一(#15 - #19) - 日本プロ麻雀協会副会長。鈴木が欠席の回に代理出演。

### 2時間スペシャル

#### 2016年放送 (#15.5)
2016年3月19日に番組初となる2時間スペシャルが放送された。通常の回ではご褒美および罰ゲームは応援メンバーに適用されるが、この回では須藤に適用されるというルールで対局が行われた。
優勝の場合は番組が地上波(TBS)進出となるが、もし仮に最下位で終わると番組自体が消滅(この場合、代わりに「NMB48三田麻央の麻雀ガチバトル! まおきゅんのトップ目とったんで!」が放送開始され、冠番組の持ち主が三田麻央に移り、対局と応援という立場が逆になる)となる取り決めであったが、須藤は2位で終わったため、番組はこれまで通りCS放送で継続となった。
なお、「三田麻央の麻雀ガチバトル! 」は2017年2月、3月に行われたが、番組の地上波進出の件はこの回以降は一切話題にすらあがらなくなった。
また2時間スペシャル放送を記念してオリジナルグッズが視聴者プレゼントされた。
追加ルール
- 半荘を2回行い、合計点により順位を決める。
- 各半荘につき、持ち点25,000点で開始。
- 誰かが飛ぶと次の半荘に移る。
- 半荘ごとのボーナス点や減点(オカ、ウマ、焼き鳥)は行わない。

#### 2017年放送 (#41.5)
Aパート
須藤凜々花と三田麻央のNMB48チームと、斉藤真木子、松村香織のSKE48で対局。それぞれの合計点で対決。もし仮にNMB48チームが負けると番組が2017年7月分のみではあるもののSKE48に取られるという内容であったが、NMB48チームが勝利した。
Bパート
NMB48が2017年3月11日に京セラドーム大阪で行われたイベントでの公開対局。対局時間制限が30分で、放送時間もごくわずかで実質的にはエキシビション的内容。
この場で番組プロデューサーの竹中優介から須藤に対して麻雀アプリを開発中であることが告げられた。

### 第34回の罰ゲーム
2017年1月29日放送の第34回の罰ゲームには「NGなしの質問を受ける」という内容で須藤が最下位で終わったため対局者の3名からプライベートに関する質問を受けることになり、「これまでに男性と交際した事があるか」という質問に対し、須藤は「交際した事はない」と答えた(嘘である。2017年6月17日に一般男性との結婚を発表。2016年秋から交際していたと2018年2月7日付ツイッターで公表)。続く「今、交際をしたいと思っているか」という質問に対し、須藤は「今すぐにでも誰かと結婚がしたい。でも相手はいない。」と答えた。
結果的に2017年6月17日『AKB48 49thシングル 選抜総選挙』で本当に須藤は結婚宣言を行い(あくまで週刊文春から交際についての記事を掲載する通告が須藤側に行われ、その事に須藤が逆上した事が一番の理由であるが)、大騒動となり実際にスポーツ新聞の1面を飾ったが、数日後に須藤は後悔しているとも述べた。
一方罰ゲームを考えた番組プロデューサーの竹中優介は(第34回の罰ゲームについては触れずに)「全く聞いていなかった」と言及。

### 対戦成績
48グループメンバーの対戦成績。45回までを集計。
2時間スペシャルは対戦成績は総合成績で集計。1回の放送で追加の対局を行った場合はそれぞれを集計。
第24回の同点最下位は4位に加算(罰ゲームを受けた為)。
| 名前       | 対戦成績  | 対戦成績 | 対戦成績 | 対戦成績 | 対戦成績 | 半荘成績  | 半荘成績 | 半荘成績 | 半荘成績 | 半荘成績 | 半荘成績 | ご褒美 | 罰ゲーム |
| 名前       | 出場 回数 | 1位      | 2位      | 3位      | 4位      | 半荘 回数 | 飛ばし   | 飛び     | 最高点   | 最低点   | 平均点   | ご褒美 | 罰ゲーム |
| ---------- | --------- | -------- | -------- | -------- | -------- | --------- | -------- | -------- | -------- | -------- | -------- | ------ | -------- |
| 須藤凜々花 | 47        | 9        | 11       | 13       | 14       | 48        | 3        | 3        | 66800    | -7300    | 23496    | 1      | 6        |
| 三田麻央   | 13        | 1        | 3        | 3        | 6        | 14        | 0        | 4        | 43300    | -9200    | 13300    | 4      | 15       |
| 沖田彩華   | 2         | 0        | 0        | 0        | 2        | 2         | 0        | 0        | 9000     | 8100     | 8550     | 1      | 2        |
| 村瀬紗英   | 1         | 0        | 0        | 0        | 1        | 1         | 0        | 0        | 9600     | 9600     | 9600     | 1      | 2        |
| 山尾梨奈   | 1         | 1        | 0        | 0        | 0        | 1         | 0        | 0        | 38300    | 38300    | 38300    | 2      | 1        |
| 斉藤真木子 | 1         | 0        | 0        | 0        | 1        | 1         | 0        | 0        | 9300     | 9300     | 9300     | 0      | 0        |
| 松村香織   | 1         | 0        | 1        | 0        | 0        | 1         | 0        | 0        | 19800    | 19800    | 19800    | 0      | 0        |
| 内山奈月   | 1         | 0        | 0        | 0        | 1        | 1         | 0        | 0        | 18000    | 18000    | 18000    | 0      | 0        |

### スタッフ
第35回放送分。
- ナレーター：榎本温子
- 構成：石井裕之
- 撮影：佐藤勇介
- 音声：久保澤智史
- VE：中島知文
- デザイン：前川恭平
- 編集：沖野浩平
- MA：右田安昌
- 音響効果：真谷昭弘
- 協力：吉本興業、東通、麻雀用具のスーパーディーラー ささき
- 編成：高嶋基
- 宣伝：宮井隆行
- ディレクター：東頌三
- 演出：塚本洋史
- プロデューサー：竹中優介、鈴木雅彦、奥井剛平
- 制作協力：TPK
- 制作・著作：TBS

## 二代目決定トーナメント
須藤凜々花のNMB48卒業に伴い、「二代目決定トーナメント」がNMB48の沖田彩華、村瀬紗英、山尾梨奈、内木志、堀詩音の5名に加えて、AKB48チーム8・山田菜々美、SKE48・松村香織、乃木坂46・中田花奈の8名でトーナメント対戦が行われ、優勝した村瀬紗英が番組を引き継ぐ形で『NMB48村瀬紗英の麻雀ガチバトル! さえぴぃのトップ目とったんで!』の放送が開始された。

## NMB48村瀬紗英の麻雀ガチバトル! さえぴぃのトップ目とったんで!
『NMB48村瀬紗英の麻雀ガチバトル！ さえぴぃのトップ目とったんで！』（エヌエムビーフォーティエイトむらせさえのまーじゃんガチバトル！ さえぴぃのトップめとったんで！）は、TBSチャンネル1で2017年11月19日から2019年10月20日まで日曜日0時 - 1時（土曜日深夜）に放送されていた麻雀対局番組。NMB48のメンバー・村瀬紗英の冠番組。

### 概要
2017年9月16日まで放送された『NMB48須藤凜々花の麻雀ガチバトル！ りりぽんのトップ目とったんで！』の後継番組としてスタート。予選会が3週にわたり放送され同年11月11日の「二代目決定トーナメント」で勝利を収めたNMB48の村瀬紗英が番組レギュラーとなり、各方面の著名人を招き麻雀の対局を行う。就任に伴い番組初のゲームアプリも『麻雀 さえぴぃのトップ目とったんで!』にリニューアルされた（のちに『NMB48の麻雀てっぺんとったんで!』に再リニューアル）。原則隔週放送で本放送翌週は前週のリピート放送。前任となる須藤凜々花は村瀬のMC就任に際し、「私の屍を越えていってください」とエールを送っている。
対局者はNMB48メンバーのほか、お笑い芸人、天木じゅん、長澤茉里奈ら麻雀を特技とする女性芸能人、SKE48・松村香織（2019年5月2日にグループ卒業）、乃木坂46・中田花奈などのアイドル、さらに多井隆晴、萩原聖人、岡田紗佳、仲山真史らといったプロ雀士も出演。2019年7月6日、7月21日は上記アプリゲームから選抜されたファン2名が対局者として出演。
第42回では長澤茉里奈、SKE48・後藤楽々、たけやま3.5・武田雛歩が番組の冠をかけて対局が行われ、第43回放送分の番組タイトルは勝者・武田雛歩の冠番組『ひなほのトップ目とったんで!』と変更されている。
2019年10月20日放送、第45回で最終回を迎えた。

### 出演者
- 対局者：村瀬紗英（NMB48）
- MC：三田麻央（NMB48、グループ卒業のため#29で降板。以降はNMB48メンバーが交代で務める。）
- 解説：鈴木たろう

### スタッフ
- 演出：塚本洋史
- プロデューサー：竹中優介
- 制作協力：TPK
- 制作・著作：TBS

## 三代目決定トーナメント
2019年12月1日の生放送特別番組『トップ目とったんで!三代目決定戦 生放送で麻雀ガチバトル』で二代目「冠」の村瀬を含みAKB48・永野芹佳、乃木坂46・中田花奈、NMB48・山本彩加の4名で次期「冠」が争われ、中田花奈が優勝。中田の三代目「冠」獲得に伴い、『トップ目とれるカナ?（仮題）』に名前を変えて、2020年1月から放送されることが発表された。

### 出演者
司会進行
- 三田麻央[29]

解説者
- 鈴木たろう[29]

対局者
- 村瀬紗英
- 永野芹佳
- 中田花奈
- 山本彩加

応援者
- 小嶋花梨（NMB48、村瀬、山本の応援）[29]
- 小田えりな（AKB48、永野の応援）[29]
- 酒井健太（アルコ&ピース、中田の応援）[29]

## 元乃木坂46中田花奈の麻雀ガチバトル! かなりんのトップ目とれるカナ?
『元乃木坂46中田花奈の麻雀ガチバトル！ かなりんのトップ目とれるカナ？』（もとのぎざかフォーティーシックス なかだかなのマージャンガチバトル！ かなりんのトップめとれるカナ？）は、TBSチャンネル1で2020年1月26日（25日深夜）から2024年1月28日（27日深夜）まで放送の麻雀対局番組。女性アイドルグループ・乃木坂46の元メンバー・中田花奈の冠番組。放送開始当初から2020年11月21日放送の#16までは『乃木坂46中田花奈の麻雀ガチバトル！ かなりんのトップ目とれるカナ？』であったが、中田の乃木坂46からの卒業に伴い番組の回数表示は継続の上で以降は番組名の冒頭に元が付与された。
2023年11月放送で中田が番組を卒業することを発表。2024年1月27日深夜放送の#92で最終回を迎えた。

### 出演者
対局者
- 中田花奈

司会進行
- 三田麻央

解説者
- 鈴木たろう

### 対戦成績
| #   | 放送日          | 1位                       | 2位                     | 3位                      | 4位                       | 応援                 | エンディング曲                                   | 備考 |
| --- | --------------- | ------------------------- | ----------------------- | ------------------------ | ------------------------- | -------------------- | ------------------------------------------------ | --- |
| #1  | 2020年01月26日  | 中田花奈 (33300)          | 酒井健太 (29200)        | じゃい (27000)           | 長澤茉里奈 (10500)        | 北野日奈子           | 桃色スパークリング (℃-ute)                       | トック目とったんで！からお世話になってるお馴染みメンバーと対局SP。 |
| #2  | 2020年02月08日  | 小田あさ美 (45300)        | 中田花奈 (26500)        | 徳井健太 (18400)         | 岩井勇気 (9800)           | 向井葉月             | ロマンス・プライバシー (フレンチ・キス)          | 本業より麻雀！ 麻雀ガチ勢たちとの対局。 |
| #3  | 2020年02月22日  | 中田花奈 (43100)          | 神田伸一郎 (29800)      | 岸学 (20300)             | 浜谷健司 (6800)           | 新内眞衣             | セーラー服と機関銃 (薬師丸ひろ子)                | ケイダッシュステージ 雀士軍団と対局SP。 |
| #4  | 2020年03月07日  | 中田花奈 (47300)          | 高宮まり (29900)        | 丸山奏子 (27700)         | 二階堂亜樹 (-4900)        | 渡辺みり愛           | 恋をしちゃいました (タンポポ)                    | 現役Mリーガー対局。 東四局で丸山のツモあがりで二階堂が飛んだが、尺足らずのため特別に箱下続行となる。 |
| #5  | 2020年03月21日  | 竹中優介 (40000)          | 中田花奈 (30400)        | 横山慧 (21500)           | 浜谷健司 (8100)           | 吉田綾乃クリスティー | 遠距離ポスター (AKB48)                           | ”祝！日向坂46ドキュメンタリー映画公開SP” |
| #6  | 2020年04月04日  | たかし (72900)            | 中田花奈 (18900)        | ザコシショウ (17700)     | 金ちゃん (-9500)          | 佐藤楓               | スキちゃん (スマイレージ)                        | ”クセが強い芸人たちとの対局SP” |
| #7  | 2020年07月11日  | 岩井勇気 (57900)          | 中田花奈 (20300)        | 酒井健太 (19000)         | 天木じゅん (2800)         | 阪口珠美             | ♡桃色片想い♡ (松浦亜弥)                          | ”頑張れば勝てそうな久々の肩慣らし対局” |
| #8  | 2020年07月25日  | たかし (30200)            | 多井隆晴 (27500)        | 中田花奈 (21200)         | 徳井健太 (21100)          | 久保史緒里           | 淋しい熱帯魚 (Wink)                              | ”アイドルに会いたかった人達との対局” |
| #9  | 2020年08月08日  | じゃい (37400)            | 中田花奈 (31900)        | 岩田華怜 (30400)         | 高見奈央 (-700)           | 寺田蘭世             | ハート型ウイルス (AKB48)                         | ”自粛明けで麻雀がやりたくて仕方ない人たちとの対局” 南二局、手元カメラの故障によりやり直し。南四局、高見がノーテン罰符払えずトビ終了。                                                                    |
| #10 | 2020年08月30日  | 竹中優介 (49200)          | 中田花奈 (22500)        | 鈴木たろう (19600)       | 三田麻央 (8700)           | なし                 | 私が言う前に抱きしめなきゃね (Juice=Juice)       | 中田の卒業発表に伴い、「かなりんのぶっちゃけトーク聞けるカナ？」とトークメインの特番。 |
| #11 | 2020年09月13日  | 瑞原明奈 (116800) (49600) | 松本吉弘 (-400) (17900) | 中田花奈 (-5600) (16300) | 日向藍子 (-10800) (16200) | 佐藤楓               | 恋のバカンス (ザ・ピーナッツ)                    | ”実力 ルックス 兼ね備えたMリーガーとの対局” 第2弾。 東二局一本場で瑞原が四暗刻ツモで日向が飛び、尺足らずのため箱下続行するも二本場で中田が飛び、三本場で松本が飛ぶ。特別ルールで仕切り直し東風戦を行う。 |
| #12 | 2020年09月27日  | 岸学 (53400)              | 神田伸一郎 (43400)      | 上田浩二郎 (18600)       | 中田花奈 (-15400)         | 阪口珠美             | Make you happy (NiziU)                           | ”大御所！ケイダッシュステージ軍団との対局” 中田花奈が番組開始11半荘初のハコテンでラスとなる。 |
| #13 | 2020年10月11日  | 中田花奈 (55200)          | 魚谷侑未 (36000)        | 長澤茉里奈 (9500)        | 日野麻衣 (-700)           | 伊藤純奈             | てもでもの涙 (AKB48)                             | ”最強の女流雀士に麻雀を教えてもらおうSP” |
| #14 | 2020年10月25日  | 中田花奈 (52800)          | 池谷直樹 (33500)        | 竹原慎二 (22900)         | 結 (-9200)                | 伊藤理々杏           | 再生 (Perfume)                                   | ”YouTubeをしっかりやっている人たちとの対局” |
| #15 | 2020年11月08日  | 岡田紗佳 (51800)          | 藤田恵名 (29900)        | 中田花奈 (27700)         | 篠原冴美(-9400)           | 中村麗乃             | MARIA (AKB48)                                    | ”オトナの女子会SP” 終始麻雀解説はほぼ無く女子会トークがメインとなる異例回。エンディングは初めて三田が参加し中田とデュエット。                                                                            |
| #16 | 2020年11月21日  | 藤井まひと(43700)         | 中田花奈 (35900)        | 吉田陵(23800)            | 榎本温子 (-3400)          | 岩本蓮加             | 赤いスイートピー (松田聖子)                      | "番組関係者の中から中田花奈が自ら対局相手を選ぶチャレンジ企画！" ナレーターの榎本温子、さらには番組スタッフの中から、対局したいと思う3人を指名する。                                                     |
| #17 | 2020年12月05日  | 岩田華怜 (62500)          | 高見奈央(30800)         | 中田花奈(7600)           | 伊藤萌々香(-900)          | 伊藤理々杏           | BLING BLING MY LOVE (フェアリーズ)               | "アイドルグループで活動経験がある4人"。司会進行は長澤茉里奈が代行。 |
| #18 | 2020年12月19日  | 村上淳 (46700)            | 園田賢(29600)           | 丸山奏子(20700)          | 中田花奈(3000)            | 中村麗乃             | ツンデレ! (AKB48)                                | "Mリーグ赤坂ドリブンズ所属選手との戦い" |
| #19 | 2021年01月09日  | 永野芹佳 (51100)          | 中田花奈(39600)         | 藤本敦史(7200)           | ロッシー(2100)            | 向井葉月             | ガラスの I LOVE YOU (AKB48)                      | "ロッシーの天然エピソードが次々とさく裂!?" |
| #20 | 2021年01月23日  | 多井隆晴 (44700)          | 中田花奈(30500)         | 酒井健太(13400)          | 徳井健太(11400)           | 吉田綾乃クリスティー | Feel Special (TWICE)                             | "仲の良いおじさんたちとの対局" |
| #21 | 2021年02月06日  | 鈴木たろう(34200)         | 小山剛志(24900)         | 中田花奈(21900)          | 杉村えみ(19000)           | 北川悠理             | Nobody's fault (櫻坂46)                          | "雀荘経営に詳しそうな人たちとの対局" |
| #22 | 2021年02月20日  | 中田花奈 (33000)          | 竹原慎二(29300)         | 浜谷健司(27700)          | 武井壮(10000)             | 和田まあや           | AS IF IT'S YOUR LAST (BLACKPINK)                 | "芸能界の強い男たちとの対局" |
| #23 | 2021年03月06日  | 中田花奈 (28200)          | 竹中優介(25800)         | ようへい(23800)          | 市井悠太(22200)           | なし                 | Kiss me 愛してる (℃-ute)                         | "プロ雀士を目指す中田花奈のためのスペシャルレッスン" |
| #25 | 2021年04月03日  | 汐宮あまね(39900)         | 中田花奈(25100)         | 香川愛生(22400)          | 青山ひかる(2600)          | 鈴木絢音             | What is Love? (TWICE)                            | "コスプレ大好き女子との対局" |
| #26 | 2021年04月17日  | 川島ofレジェンド(49800)   | オール阪神(31900)       | 中田花奈(15700)          | 植野行雄(2600)            | 柴田柚菜             | 私がオバさんになっても (森高千里)                | "レジェンド漫才師、オール阪神・巨人のオール阪神が初参戦！" |
| #27 | 2021年05月01日  | 伊藤萌々香(76800)         | 永野芹佳(19400)         | 中田花奈(4400)           | 川嶋美晴(-600)            | 佐藤楓               | アザトカワイイ (日向坂46)                        | "新旧アイドルたちと対局" |
| #28 | 2021年05月15日  | 高宮まり(48300)           | 武田雛歩(39700)         | 長澤茉里奈(6400)         | 中田花奈(5600)            | 矢久保美緒           | プロミスザスター (BiSH)                          | "最近麻雀プロになった3人がMリーガーに挑戦SP" |
| #29 | 2021年06月05日  | 中田花奈(36300)           | 尾形貴弘(24500)         | アントニー(22900)        | 大トニー(16300)           | 林瑠奈               | ロマンティック 浮かれモード (藤本美貴)           | "麻雀の腕前はイマイチ クセつよ芸人たちとの対局" |
| #30 | 2021年06月019日 |                           |                         |                          |                           | 弓木奈於             |                                                  | |
| #31 | 2021年07月3日   | 近藤くみこ(33500)         | 中田花奈(32400)         | 江上敬子(20800)          | 大村朋宏(13300)           | 佐藤楓               | 年下の男の子 (キャンディーズ)                    | |
| #32 | 2021年07月17日  | 多井隆晴(61700)           | じゃい(18300)           | 岡田紗佳(17500)          | 中田花奈(2500)            | 弓木奈於             | アダムとイブのジレンマ (℃-ute)                   | |
| #33 | 2021年08月7日   |                           |                         |                          |                           | 金川紗耶             | 口移しのチョコレート (AKB48)                     | |
| #34 | 2021年 8月21日  | 永野芹佳 (64500)          | 中田花奈 (25000)        | 伊藤萌々香 (9600)        | 畑美紗起(900)             | 向井葉月             | White Angel (フェアリーズ)                       | |
| #35 |                 |                           |                         |                          |                           | 阪口珠美             |                                                  | |
| #36 | 2021年9月18日   |                           |                         |                          |                           | 和田まあや           |                                                  | |
| #37 | 2021年10月9日   |                           |                         |                          |                           | 田村真佑             |                                                  | |
| #38 |                 |                           |                         |                          |                           | 吉田綾乃クリスティー |                                                  | |
| #39 | 2021年11月13日  |                           |                         |                          |                           | 伊藤理々杏           |                                                  | |
| #40 | 2021年11月27日  | 中田花奈(37000)           | 松ヶ瀬隆弥(29400)       | 伊藤萌々香(26300)        | 徳井健太(7300)            | 和田まあや           | Beat Generation (フェアリーズ)                   | |
| #41 | 2021年12月11日  | 中田花奈(49300)           | 安藤りな(27500)         | 川嶋美晴(15300)          | 長澤茉里奈(7900)          | 佐藤璃果             | パレオはエメラルド (SKE48)                       | |
| #42 | 2021年12月26日  |                           |                         |                          |                           | 金川沙耶             |                                                  | |
| #43 | 2022年 1月8日   | 中田花奈(66200)           | 徳井健太(22900)         | 花咲れあ(15900)          | 青山ひかる(-5000)         | 佐藤楓               | ずっと 前から (フレンチ・キス)                   | |
| #44 | 2022年 1月22日  | 岡田紗佳(43500 )          | 中田花奈(30600)         | じゃい(20600)            | 渋川難波(5300)            | 向井葉月             | 夢見るダンシングドール (Mスリー)                 | |
| #45 | 2022年 2月5日   |                           |                         |                          |                           | 柴田柚菜             |                                                  | |
| #46 | 2022年 2月19日  |                           |                         |                          |                           | 伊藤理々杏（体験）   |                                                  | |
| #47 | 2022年 3月5日   |                           |                         |                          |                           | 矢久保美緒           |                                                  | |
| #48 | 2022年 3月19日  |                           |                         |                          |                           | 金川沙耶（体験）     |                                                  | |
| #49 | 2022年 4月2日   |                           |                         |                          |                           | 黒見明香             |                                                  | |
| #50 | 2022年 4月17日  |                           |                         |                          |                           | 林瑠奈               |                                                  | |
| #51 | 2022年 5月7日   |                           |                         |                          |                           | 伊藤理々杏           |                                                  | |
| #52 | 2022年 5月21日  |                           |                         |                          |                           | 黒見明香             |                                                  | |
| #53 | 2022年 6月4日   |                           |                         |                          |                           | 松尾美佑             |                                                  | |
| #54 | 2022年 6月18日  |                           |                         |                          |                           | 和田まあや           |                                                  | |
| #55 | 2022年 7月2日   |                           |                         |                          |                           | 掛橋沙耶香           |                                                  | |
| #56 | 2022年 7月16日  | 川嶋美晴(34800)           | 尾木波菜(22700)         | ロッシー(22200)          | 中田花奈(15700)           | 清宮レイ             | 片想いFinally (SKE48)                            | |
| #57 | 2022年 8月6日   | 中田花奈(42100)           | 鈴木聖(33100)           | 入来茉里(25400)          | 前田まはる(-600)          | 柴田柚菜             | How you like that -JP Ver.- (BLACKPINK)          | |
| #58 | 2022年 9月3日   | 金川紗耶                  |                         |                          |                           |                      |                                                  | |
| #59 |                 |                           |                         |                          |                           | 佐藤楓               |                                                  | |
| #60 |                 |                           |                         |                          |                           |                      |                                                  | |
| #61 | 2022年10月1日   |                           |                         |                          |                           | 田村真佑             |                                                  | |
| #62 | 2022年10月15日  | じゃい(70000)             | 中田花奈(19500)         | 山本博(7300)             | 大村朋宏(3200)            | 弓木奈於             | Danceでバコーン！ (℃-ute)                        | |
| #63 |                 |                           |                         |                          |                           | 柴田柚菜             |                                                  | |
| #64 | 2022年11月19日  | 中田花奈(37500)           | 西村穂乃果(28700)       | 五十嵐遊楽(27000)        | 金川紗耶(6800)            |                      | 青春シンフォニー (Love Cocchi)                   | |
| #65 | 2022年12月3日   |                           |                         |                          |                           | 佐藤璃果             |                                                  | |
| #66 | 2022年12月17日  |                           |                         |                          |                           | 中西アルノ           |                                                  | |
| #67 | 2023年 1月14日  |                           |                         |                          |                           | 岡本姫奈             |                                                  | |
| #68 | 2023年 1月28日  | 松本吉弘(46100)           | 日向藍子(26800)         | 多井隆晴(20300)          | 中田花奈(6800)            | 池田瑛紗             | 大きな愛でもてなして (℃-ute)                     | |
| #69 | 2023年 2月4日   |                           |                         |                          |                           | 阪口珠美             |                                                  | |
| #70 | 2023年 2月18日  | 松嶋桃(38800)             | 篠原冴美(34900)         | 浅香唯(25400)            | 中田花奈(900)             | 伊藤理々杏           | ね～え？ (松浦亜弥)                              | |
| #71 | 2023年 3月4日   |                           |                         |                          |                           | 向井葉月             |                                                  | |
| #72 | 2023年 3月18日  |                           |                         |                          |                           | 佐藤楓               |                                                  | |
| #73 | 2023年 4月1日   |                           |                         |                          |                           | 一ノ瀬美空           | ロマンスの途中 (Juice=Juice)                     | |
| #74 | 2023/4/15       | 山下隆章(蓮華)(40400)     | 徳井健太(30400)         | 汐宮あまね(19500)        | 中田花奈(9700)            | 矢久保美緒           | LolitA☆Strawberry in summer (東京女子流)         | |
| #75 | 2023/5/13       | 中田花奈(45800)           | ロッシー(37700)         | 村上淳(8300)             | 川嶋美晴(8200)            | 黒見明香             | 前のめり (SKE48)                                 | |
| #76 | 2023/5/27       | 立花慎之介(46800)         | 中田花奈(42300)         | 榎本温子(7400)           | 尾木波菜(3500)            | 柴田柚菜             | 天使は何処へ (≠ME)                               | |
| #77 | 2023/6/3        | ゼンツ(49900)             | 櫻田佑(19700)           | 酒井健太(15600)          | 中田花奈(14800)           | 林瑠奈               | キャンパスライフ〜生まれて来てよかった〜 (℃-ute) | |
| #78 | 2023/6/17       | 中田花奈(33800)           | 伊藤理々杏(28900)       | 武田雛歩(18700)          | 中川美優(18600)           | 伊藤理々杏           | GOOD BYE 夏男 (松浦亜弥)                         | |
| #79 | 2023/7/1        | 金川紗耶(62500)           | 川島美晴(23900)         | 百川晴香(23200)          | 中西智代梨(-9600)         |                      | 賛成カワイイ！ (SKE48)                           | |
| #80 | 2023年 7月15日  |                           |                         |                          |                           | 松尾美佑             |                                                  | |
| #81 | 2023年 8月5日   |                           |                         |                          |                           | 佐藤璃果             |                                                  | |
| #82 | 2023年 8月19日  |                           |                         |                          |                           | 松尾美佑             |                                                  | |
| #83 | 2023年 9月2日   |                           |                         |                          |                           | 弓木奈於             |                                                  | |
| #84 |                 |                           |                         |                          |                           | 伊藤理々杏           |                                                  | |
| #85 |                 |                           |                         |                          |                           | 弓木奈於             |                                                  | |
| #86 |                 |                           |                         |                          |                           | 伊藤理々杏           |                                                  | |
| #87 |                 |                           |                         |                          |                           | 松尾美佑             |                                                  | |
| #88 |                 |                           |                         |                          |                           |                      |                                                  | |
| #89 |                 |                           |                         |                          |                           |                      |                                                  | |
| #90 |                 |                           |                         |                          |                           |                      |                                                  | |
| #91 |                 |                           |                         |                          |                           |                      |                                                  | |
| #92 | 2024/01/28      | 中田花奈                  | 三田麻央                | 鈴木たろう               | 伊藤理々杏                |                      | おいでシャンプー （乃木坂46）                    | 最終回。番組卒業SP『トップ目とれるカナ？in熱海』。豪華夕食をかけて麻雀対決。 |

### スタッフ
- ナレーション：榎本温子
- カメラ：渡辺明
- 音声：佐藤修
- デザイン：Alice
- 編集：増田直人
- MA：八嶋未奈
- 音響効果：TBS ACT（2021年4月4日-、旧 アックス）
- 協力：乃木坂46合同会社、TBS ACT（2021年4月4日-、旧 東通）、麻雀用具のスーパーディーラーささき
- 編成：三室亮馬
- 宣伝：宮井隆行
- 制作進行：安藤祐、小椋菜月
- ディレクター：東頌三、関根智大
- 演出：吉田陵
- プロデューサー：竹中優介、鈴木雅彦、青木恭子、網島鷹広
- 制作協力：TPK
- 制作：TBSテレビメディアビジネス局ペイテレビ事業部
- 製作著作：TBS

## スマートフォン用ゲームアプリ
2017年6月14日に番組公式のスマートフォン用ゲームアプリが公開された。
ゲーム内に登場するのは須藤凜々花→村瀬紗英のみで、ほかのNMB48メンバーなどは登場していなかった。
その後2018年11月実施のアップデートで、NMB48の公式ゲームアプリ『NMB48の麻雀てっぺんとったんで!』にリニューアルして大半のNMB48メンバーが登場するようになり、翌年2019年には前述の通り村瀬およびNMB48メンバーが番組を降板したため、完全にゲームアプリが番組から独立する格好となった。そして、2022年4月30日にリニューアルされ現在はババ抜きの機能も追加された『NMB48のカジュアルパーティー』として存続している。

### 図
1. ↑  山尾手牌: 三田捨て牌:
2. ↑  須藤手牌: 新妻捨て牌:
3. ↑  三田手牌: 和賀捨て牌: